# Aesalus satoi
Aesalus satoi es una especie de coleóptero de la familia Lucanidae.

## Distribución geográfica
Habita en Laos.